# Spisepindeleje
Et spisepindeleje (ja:箸置き, hashioki) er et service, der bruges til at lægge spisepinde på væk fra bordet, som også hindrer brugte spisepinde i at kontaminere bordet eller at rulle ned fra bordet. De laves i forskellige former af ler, træ, glas eller ædelsten såsom jade. Nogle laver dem i origami ud fra papirsposerne til engangsspisepinde.
I Japan bruges spisepindelejer normalt til formelle middage og placeres foran og til venstre for retterne. Spisepindene placeres parallelt med bordkanten med spidserne mod venstre.

## Eksterne gallerier
- Chopstick rest Collection, A collection of hashioki (engelsk)
- Spisepindeleje lagerfotos og billeder, Fotosearch
- Ericks spisepindeleje (Hashi Oki) side Arkiveret 4. marts 2007 hos  Wayback Machine
- Jen's Spisepinde galleri Arkiveret 17. juli 2011 hos  Wayback Machine
- Spisepindeleje Arkiveret 21. oktober 2006 hos  Wayback Machine, Asian Art Mall
- Spisepindeleje Arkiveret 27. november 2006 hos  Wayback Machine, Mrs. Lin's Kitchen